# Komsomolec (ostrov)
Komsomolec (rusky Комсомолец) je nejsevernější ostrov souostroví Severní země. Je omýván vodami Karského moře a moře Laptěvů. Od Ostrova Říjnové revoluce je oddělen Průlivem Rudé armády a od ostrova Pioněr jej odděluje průliv Junyj. Co do rozlohy je třetím ostrovem souostroví a osmdesátým druhým na Zemi.
Nejsevernějším bodem je mys Arktičeskij, z něho vyrážejí mnohé arktické expedice.
Rozloha ostrova je 9 600 km², nejvyšší bod dosahuje výše 781 m. Přibližně 65 % plochy pokrývají ledovce, zbytek tvoří písky a hlíny. Většinu ostrova zaujímá největší ledová pokrývka souostroví – ledovec Akademii nauk, jehož plocha je 5 900 km², tloušťka dosahuje 500 metrů a nad hladinu moře ční do výše 749 m. Z něj vybíhají ledovcové splazy, mezi nimi je nejdelší ledovec Arktičeskogo instituta na západním pobřeží, který dosahuje délky 40 km.

## Objevy
Poprvé byl spatřen 3. září 1913 expedicí B. A. Vilkického jako úplně poslední pevnina na Zemi. Nazval jej Tajvaj, což byl akronym z počátečních písmen ledoborců Tajmyr a Vajgač, na kterých expedice do Severního ledového oceánu plula.
Poprvé bylo území zkoumáno v letech 1930–1932 expedicí Georgije Ušakova a Nikolaje Urvanceva, kteří prokázali, že jde o ostrov. Tehdy byl i nově pojmenován. Rozlehlou zátoku moře Laptěvů u jihovýchodního pobřeží pojmenovali v roce 1973 na počest radisty Krenkela, který v letech 1935–1936 na Severní zemi přezimoval v polárních stanicích Мыс Оловянный (na jihovýchodě Ostrova Říjnové revoluce) a Остров Домашний v Sedovově souostroví.

## Návrh na přejmenování
Dne 1. prosince 2006 bylo na pravidelném plenárním zasedání dumy Tajmyrského autonomního okruhu přijato usnesení, ve kterém se navrhuje vrátit souostroví Severní země původní jméno Země imperátora Mikuláše II. Současně bylo navrženo přejmenování jednotlivých ostrovů na památku rodinných příslušníků posledního cara. Komsomolec měl být přejmenován na ostrov Svaté Marie (podle Marie Nikolajevny).
Po územněsprávní reformě v roce 2007, kdy se autonomní okruh stal součástí Krasnojarského kraje, bylo posuzování této záležitosti na federální úrovni pozastaveno.